# Margo (Saskatchewan)
Margo es un pueblo canadiense situado en la provincia de Saskatchewan.

## Superficie
Margo tiene una superficie de 0,71 km².

## Demografía
En 2021, tenía 65 habitantes, una densidad poblacional de 91,2 hab./km², y 58 viviendas.